# 京通石道
39°54′47″N 116°34′33″E / 39.913112°N 116.575879°E
京通石道（又称国东门孔道、朝阳门外石道、朝阳门石道）是雍正七年（1729年）九月到次年六月，在元至元九年（1272年）创立元大都建成时形成的土路上修筑的一条石道。这条石道连接北京和顺天府通州，并穿过通州到达北运河的土坝、石坝，是北京地区修筑的最早的一条石面通道。

## 历史
至元九年（1272年）创立元大都时始创京通土路，北京的国仓多设立在朝阳门内一带。可通过水路、陆路从京杭大运河运粮。水路经由通惠河、坝河，陆路通过张家湾上岸通过土路运送。明初，由于河流失修停运，土路的任务更加繁重。嘉靖七年（1528年），通惠河改道到通州城北侧，土路一并改道。
这条土路是国东门的重要道路，不论是漕运物资运输，还是皇上下达命令，都需要经过这条道路。除了粮食，明代东直门、朝阳门外的马场所需马粮、建筑材料、钱币、食盐，很多都要通过它。虽然不时进行平整，车轮依然会留下车辙，使地勢漸窪。尤其是在下雨、下雪并融化之后，十分泥泞。一辆车陷入就要十人的力量推出来。于是雍正帝下令在雍正七年（1729年）九月到次年六月修建了京通石道，耗费白银343484两。朝阳门到通州西门的一段长18.63公里，宽6.7米，两侧分别有宽5米的土道并且植树。通州城内段穿过通州新城、旧城，连接大运西仓、大运中仓，最后到达北运河的土坝、石坝，长5公里，宽4到5米。1955年修筑京通快速路时，在八里桥东出土的石头的情况，发现宽65厘米；厚度不一，一般25厘米；长度不一，在94厘米~180厘米。乾隆丁丑（1757年）十月越庚辰（1760年）七月重修，花费白银284900多两。
1860年9月21日，第二次鸦片战争末期的八里橋之戰中，英法联军向八里桥附近进攻。清军损失超过1,200人，英法总共只有5人战死。法国远征军地形测绘部主任查理斯-路易斯·杜潘1862年发表的《远征中国》一书这样描述京通石道：
建造这条路是一项巨大的工程，可以追溯到中华帝国的盛世。路面由大块的石板铺砌而成，这样的路只要加以维护，就能够经得住岁月的摧残，然而现在它已经变得破烂不堪了，以至于马车都无法在上面行驶。路上的石板要么已经分离，中间裂开了很大的口子；要么因为时间的缘故而凹陷下去，变得参差不齐并且布满了烂泥。因此，骑马走在这条路上并非没有危险。路的两边，每隔一段距离就有几座白色的大理石石雕，这些雕像的形态奇特且充满想象力。石雕的主题都是相同的：下面是一个巨大的大理石乌龟，乌龟的背上驮着一根方形石柱，石柱上雕刻着一些五爪的大龙，它们弯曲着相互缠绕在一起，形态奇怪。法军总指挥被八里桥对面的一座精美石雕所吸引，曾想要把它运回法国；然而这座雕像的重量超过20吨，考虑到运送它所需要的时间和劳力，我们最终没有实施这项计划。
朝阳到通州的部分，现主要为朝阳路。1917年，从大黄庄至通县改为公路，名博爱路。1918年3月，京兆特别区赈修京通石道为石屑路。1938年，改为柏油路。1940年代，称京塘国道。1950年代，拓宽增修平板路，改称朝阳路。1970年代增修人行道和绿化隔离带。1988年将大黄庄至八里桥改为60米宽、三幅、双向、四车道、带港湾、暗沟排水的道路。1990年，朝阳路的西端由至大桥路缩短至东三环，朝阳门到东三环称朝阳门外大街。
这条路一直都是北京到通州的干线，直到1965年，建国门到通州城修建的建国路通车后，地位才有所下降。

## 石碑

### 朝陽門至通州石道碑
八里桥东侧，有雍正十一年（1733年）正月勒立的《朝陽門至通州石道碑》。现以御制通州石道碑之名，与八里桥列为第七批全国重点文物保护单位——大运河的一个子项。
碑额篆刻“御制”二字，雍正帝书丹，碑身阴刻御笔，左为汉文，右为满文，文字四周浮雕群龙游水。碑身高5米，宽1.6米，厚0.8米，另有龟跌、石座，是北京东部最大的石碑。由于地下砸3米长的木桩，数十吨重的石雕200多年依然屹立。石道原配有碑楼，通州西关义和团常在碑楼周围平地演练义和拳并在此处截获去天津给八国联军送信的特务，为了报复，1900年八国联军烧毁了碑楼。现代在修建辅路时，为保护文物，绕过了石道碑并为其重建了碑楼，现夹在八里桥南街北侧行车道的立交桥和辅路之间。
碑文如下：
自朝陽門至通州四十里，為國東門孔道。凡正供輸，將匪頒詔，糈由通州逹亰師者，悉遵是路。潞河為萬國朝宗之地，四海九州，嵗致百貨，千檣萬艘，輻輳雲集，商賈行旅，梯山航海，而至者車轂織絡，相望於道，盖倉庾之都㑹，而水陸之衝逵也。雖平治之令，以時舉行，而輪蹄經渉，嵗月滋久，地勢漸窪。又時雨既降，積雪初融之後，停注泥淖，有一車之蹶，需數十人之力，以資牽挽者矣。朕心軫念，爰命所司，相度鳩工，起窪為髙，建修石路，計長五千五百八十八丈，有竒寛二丈，兩傍土道，各寛一丈五尺，長亦如之。其由通州新城舊城，至各倉門，及東西沿河兩道，亦皆建修。石路共計，長一千五十餘丈，廣一丈二尺，及一丈五尺不等，費帑金三十四萬三千四百八十四兩有竒。經始於雍正七年八月至雍正八年五月告竣，有司請為文以紀其事。嘗稽周禮地官司徒令野修道，遂師廵其道修鄭鍔，䟽曰道路，以通往來之途，使賓至如歸，亦修文德以來，逺人之意。禮月令季春之月，命司空循行國邑，周視原野，開通道路，毋有障塞，典籍所垂，凡體國經野之政至備具也。朕臨御以來，詳求治理，早夜孜孜，惟恐不逮。近而郊圻，逺而郡邑，即遐陬僻壤之區，其有闗於利濟民物者，莫不因地制宜以次修舉。是役也，逺師古聖王之良法，美意而斟酌久逺，一勞永逸，良用欣慰。庶使遵是路者，瞻周道之蕩平正直，咸慶同軌之盛治焉。爰誌其嵗月而勒諸石云。

### 重修朝陽門石道碑

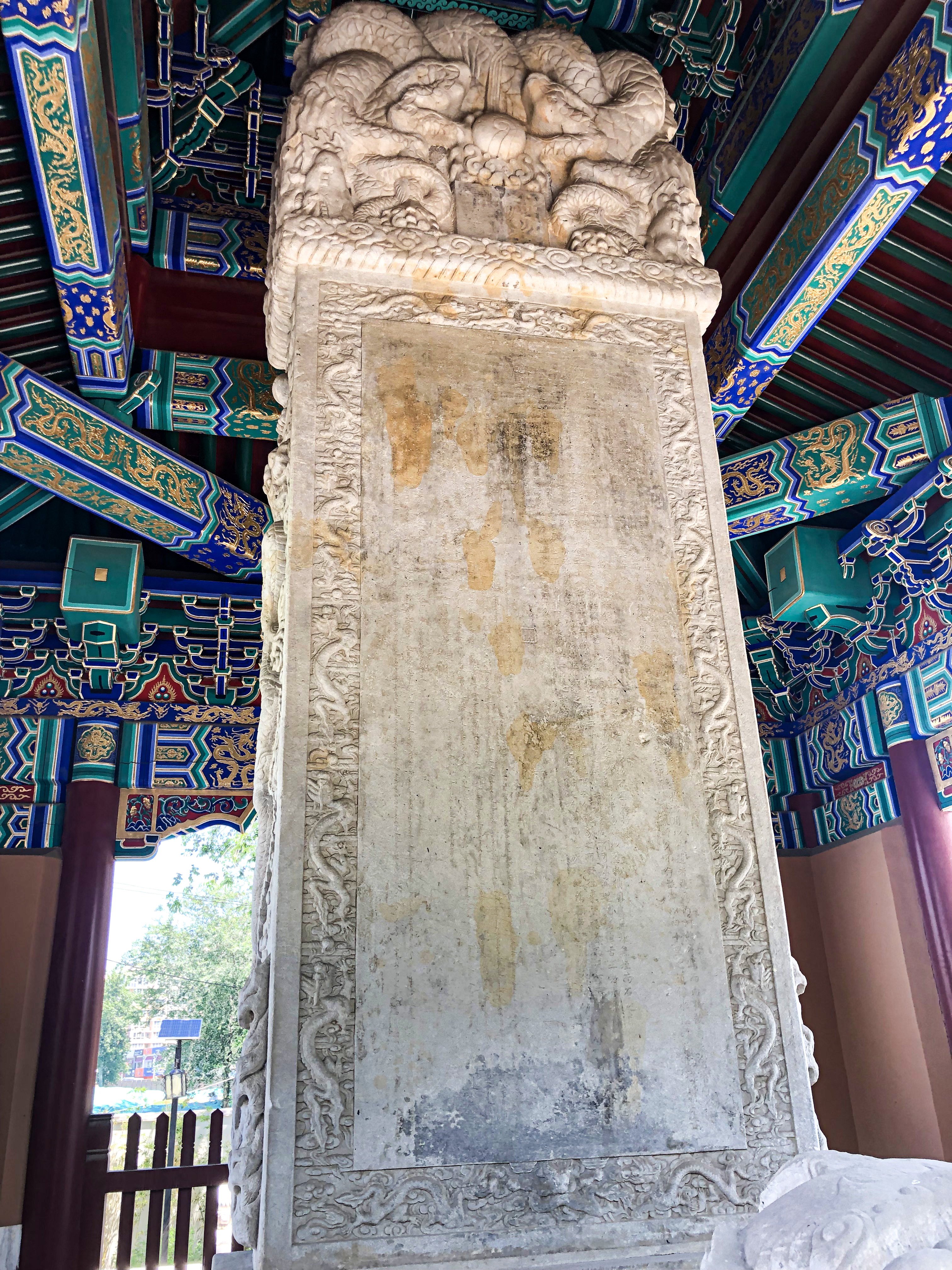
重修朝阳门石道碑（2021年6月摄）

乾隆三十七年（1722年）下令重修该石道，又御制石碑一通，立在三间房以西，形制与前一石道碑相同。
直省漕艘估舶，帆檣數千里，經天津北上，至潞城而止，是為外河，引玉泉之水。由京師滙大通橋東流，以達於潞，用以轉運者，是為内河。然外闊而内狹，故自太倉官廩兵糈，暨𨞬市南北百貨，或舍舟遵陸，徑趨朝陽，門以舟緩而車便，南北之用有不同也。其間輪蹄絡織，曳挽邪許，讙聲徹昕夕不休，故常以四十里之道備水陸要衝，而舊制初未甃石，往往積涔成窪，經潦作濘，行者弗便焉。雍正七年，我皇考世宗憲皇帝命工始建石，道規方定，則垂利數十載於今顧神皋，理大物，博民用，不舍質之貞者，日以刓理之，緻者日以泐，不亟治将隳。前功是懼，爰咨将作，都料以聞。朕曰：毋擳帑，毋狹材帑擳，是重糜帑也；材狹是重廢材也。時大臣董斯役者，搘橢為平，易礫以整，物備用良，無坎無垤，而石之斥舊，佐新者什，不存四五矣。計延袤六千六百四十四丈，有竒支户部金二十八萬四千九百有竒，經始於乾隆丁丑十月越庚辰七月落成，所司請為之記。朕惟古王者，成梁除道，若司空循邑，遂師巡野，諸令匪僅，謂國家體制宜爾。盖深以息人勞珍物力，使天下潜消夫湫隘耗憊之氣，無歉於書之所云㑹歸易之所云往來受福者而天下肩，摩轂擊轉，相忘乎熙熙攘攘，不過如庭，斯墄如徑，斯甓焉耳。則王道之大也，豈煦煦然起一夫之蹶，與一車之柅，若子輿氏所譏，濟人為悦而已哉？是地為國東門，既食貨交㑹而修廢舉墜，又立政之常經，故於鐫碣無侈，詞惟申言重修端委所由，且作亭覆之，俾勿壊。

## 相关作品

### 通州道中
作者：乾隆帝。
白雲紅樹通州道。麥壠禾場九月秋。

好景沿途吟不了，豳風圗畫望中收。

漁舟蟹舎儼江鄉。螮蝀横波飲練長。

策渡澷思荷芰緑，亞洲賸有荻蘆黄。